# Bukit Mas (Besitang)
Bukit Mas is een bestuurslaag in het regentschap Langkat van de provincie Noord-Sumatra, Indonesië. Bukit Mas telt 5115 inwoners (volkstelling 2010).